# Geschützter Landschaftsbestandteil Kerbsiepen
Der Geschützte Landschaftsbestandteil Kerbsiepen mit 0,62 Hektar (ha) Flächengröße liegt am südlichen Dorfrand von Voßwinkel im Stadtgebiet von Arnsberg im Hochsauerlandkreis. Die Fläche wurde 1998 mit dem Landschaftsplan Arnsberg durch den Kreistag des Hochsauerlandkreises als Geschützter Landschaftsbestandteil (LB) mit dem Namen Kerbsiepen mit Einzelbaum und Gebüschen  und einer Flächengröße von 0,61 ha erstmals ausgewiesen. 2021 wurde der LB bei der Neuaufstellung des Landschaftsplans mit neuem Namen erneut ausgewiesen. Nur östlich grenzt direkt die Bebauung von Voßwinkel an.

## Beschreibung
Beim LB handelt es sich um ein Siepen.
Der Landschaftsplan führte 1998 zum Wert des LB aus: „Der Siepen hat mit seinen wertvollen Feuchtgrünlandflächen und einem begradigten Bach lokale Bedeutung. Die vorkommenden strukturreichen Gebüsche sind Bruthabitat einer gefährdeten Vogelart. Auf der Fläche stockt eine einzelne mächtige Eiche mit gut ausgeprägter Krone.“
Der Landschaftsplan führte 2021 bei der Neuaufstellung zum Wert des LB aus: „Der Siepenverlauf mit seinen wertvollen Feuchtgrünlandflächen und einem gradlinigen Fließgewässer wird von strukturreichen Gebüschen gesäumt in denen eine einzelne mächtige Eiche mit gut ausgeprägter Krone stockt. Die Festsetzung hat auch Bedeutung für die Belebung und Gliederung des Landschaftsbildes in der ansonsten landwirtschaftlich intensiv genutzten Freifläche in Ortsrandlage.“

## Schutzgrund, Verbote und Gebote
Geschützte Landschaftsbestandteile haben laut Landschaftsplan eine besondere Funktion für die Gliederung und Belebung des Landschaftsbildes bzw. des umgebenden Offenlandes. Es kommt solchen Objekten in der Regel eine erhöhte Bedeutung als Bruthabitat für Hecken- und Gebüschbrüter zu. Laut Landschaftsplan sind Geschützte Landschaftsbestandteile im Plangebiet durch seinen eigenständigen Charakter deutlich von der sie umgebenden „normalen“ Wald- und Feld-Landschaft zu unterscheiden.
Wie bei allen LB ist es verboten, diese zu beschädigen, auszureißen, auszugraben oder Teile davon abzutrennen oder auf andere Weise in seinem Wachstum oder Erscheinungsbild zu beeinträchtigen. Unberührt ist jedoch die ordnungsgemäße Pflege eines LB.
Das LB soll laut Landschaftsplan „durch geeignete Pflegemaßnahmen erhalten werden, solange der dafür erforderliche Aufwand in Abwägung mit ihrer jeweiligen Bedeutung für Natur und Landschaft gerechtfertigt ist.“